# ロバート・アドラー
ロバート・アドラー（Robert Adler, 1913年12月4日 - 2007年2月15日）はオーストリア系アメリカ人の発明家、物理学者。1982年までイリノイ大学アーバナ・シャンペーン校の教授を務めた。生まれはウィーン。数々の発明で特許を取得し、特にリモコンの開発で有名である。
2007年2月15日、アイダホ州ボイシの福祉施設において心不全で亡くなった。93歳だった。

## 功績
アドラーは1937年にウィーン大学で物理学のPh.D.を取得した。アメリカ合衆国に移住したのち、ゼニス・エレクトロニクスの研究課に勤務した。彼はその生涯において電子機器に関する180の特許を付与された。
第二次世界大戦中、彼は航空無線用の高周波発振回路と電気機械フィルタの研究をしていた。戦後はテレビジョン技術の研究に進み、彼の発明によって現在我々が知っている形のテレビ受像機が作られた。ゲートビーム管によってテレビジョン放送のオーディオ品質が高まり、またその音声回路（そして受信機自体）の製造コストが削減された。
アドラーは表面弾性波技術に関する研究においても知られている。表面弾性波を用いた周波数フィルターはカラーテレビに広く使われているだけでなく、ほとんどのタッチパネル製品にも使われている。

### リモコンの発明

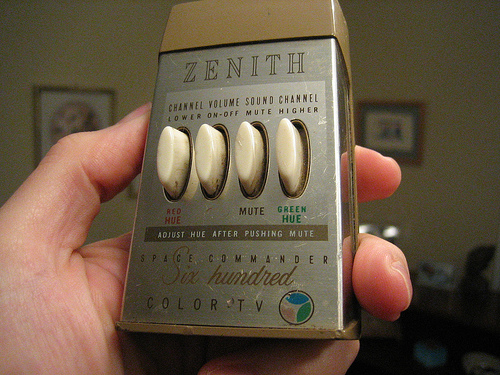
Zenith Space Commander 600

アドラーが最も有名なのはテレビ用の無線リモコンの発明についてである。それは世界初のリモコンというわけではなかったが、基礎にあるテクノロジーはそれ以前のリモコンに対する大幅な進歩であった。
ゼニスに勤める別のエンジニアのユージン・ポーリー (Eugene Polley) が発明した「フラッシュマティック」リモコンが世界初の無線リモコンであり、それ以前の（決して成功しなかった）信号線付きリモコン装置を置き換えた。フラッシュマティックは送信機に指向性の懐中電灯を用い、受信機に光電管を備えていた。この方式には欠点があり、もし受信機に何かの事情で太陽光が直接当たると、保護回路がないため、リモコンの機能が誤動作する恐れがあった。このため、ゼニスのエンジニアたちは設計のやり直しをすることになった。
電波を利用するというアイデアも議論されたが、電波は壁を越えて伝わるので、別の部屋にある受像機のチャンネルをうっかり変えてしまうなどの可能性が考えられ、すぐに却下された。さらに、ゼニスの営業担当者は電池を必要としないリモコンを要求した。当時は、リモコンの電池が切れたら顧客は受像機自体が壊れたと思ってしまうだろうと考えられていた。
これがアドラーのリモコンが登場した背景である。彼のアイデアは受像機との通信に光ではなく音を使うというものであった。彼が開発した初のリモコンである「スペース・コマンド」は、アルミニウムの棒を持っていた。各機能のボタンを押すとその棒が打たれ、ボタンに応じた高い周波数の音を発し、受信機がそれを解釈する、という仕組みだった。
1960年代にアドラーはこれを超音波を用いるように変更した。この技術は以降25年間に製造された受像機で使われ続けた。

## 評価
1979年にゼニスを退職するまで、アドラーはゼニスの研究担当副社長兼取締役を務めた。その後も1999年までゼニスの技術顧問であり続けた。
1980年、アドラーはIEEEのエジソンメダルを授与された。1997年にはアドラーとポーリーが共同で米国テレビ芸術科学アカデミーよりエミー賞を受賞した。
アドラーの最後の特許出願はタッチパネルに関するもので、2007年2月1日に提出された。